# Quartinia shestakovi
Quartinia shestakovi (лат.) — вид цветочных ос (Masarinae) рода Quartinia семейства настоящих ос (Vespidae). Киргизстан, Таджикистан, Узбекистан.

## Описание
Мелкие осы (4—5 мм), в основном чёрного цвета с желтовато-коричневыми отметинами. Вид Quartinia sovietica сходен с Q. shestakovi, но отличается от него значительно меньшими размерами (около 3 мм против 4—5 мм у Q. shestakovi) и более крупными сетчато-микроскульптурными промежутками между макроточками на лбу, в несколько раз превышающими диаметр точки (по сравнению с меньшими промежутками, равными диаметру точки или не намного большими у Q. shestakovi). Трофические связи по первичным данным Попова (1948) говорят о том, что этот вид олиголектичен по семейству Маревые (Chenopodiaceae) и отмечен на цветках Horaninovia ulicina Fisch. & C.A. Mey. в Узбекистане и на солянке «Salsola sp.» в Таджикистане. В последнем случае он, вероятно, имел в виду Halocharis hispida (Schrenk) Bunge, упомянутый на одной из этикеток. В 2025 году отмечена пара ос Q. shestakovi на цветках кермека Limonium otolepis (Schrenk) Kuntze (Plumbaginaceae) в Узбекистане, и, по крайней мере, самец потреблял их пыльцу. Следовательно, вид, возможно, полилектичен.

## Таксономия
Вид был впервые описан в 1935 году советским гименоптерологом Георгием (Юрием) Александровичем Костылевым (1889—1942) по материалам, собранным в 1929 году энтомологом профессором Андреем Валентиновичем Шестаковым (1890—1933) в Казахстане («Tartugaj (Syr-Darjja-Geb.)»). Костылев (1935) сообщил о 38 паратипах: 18 самок и 12 самцов из Кумака, один самец из Джаргака и семь самок из Баг-Абзала. Голотип указан как собранный А. Шестаковой (A. Shestakova), а не А. Шестаковым, как указано у Костылева (1935).